# Чоркух (джамоат)
Чоркух или Чоркухский джамоат (тадж. Ҷамоати деҳоти Чоркӯҳ) — сельская община (джамоат) в Исфаринском районе Согдийской области Таджикистана. Административный центр — село Чоркух.

## Населённые пункты
| № | Населённый пункт | Прежние названия | Тип населённого пункта | Население, 2017 г. |
| - | ---------------- | ---------------- | ---------------------- | ------------------ |
| 1 | Чоркух           | Чарку            | село, адм. центр       | 33 261             |
| 2 | Ходжаи-Аало      | Октябрь          | село                   | 4988               |

## География
Расположена в южной части района на реке Исфара в Ферганской долине. Граничит с Баткенским районом Кыргызстана.